# Pimpla tenuicornis
Pimpla tenuicornis là một loài tò vò trong họ Ichneumonidae.